# Joseph Campanella
Joseph Campanella (New York, 1927. november 21. – Sherman Oaks, Kalifornia, 2018. május 16.) olasz-amerikai színész, szicíliai felmenőkkel. Philip Campanella zenész fia, bátyja a szintén színész Frank Campanella. Fiatalon harcolt a második világháborúban.

## Filmjei
- The Young Lovers (1964)
- The St. Valentine's Day Massacre (1967)
- Ben (1972)
- The President's Plane is Missing (1973, tv-film)
- Skyway To Death (1974, tv-film)
- Hit Lady (1974, tv-film)
- Sky Heist (1975)
- Meteor (1979)
- UFO Arizonában (Hangar 18) (1980)
- Earthbound (1981)
- My Body, My Child (1982)
- Great Transport (1983)
- Acélos igazság (Steele Justice) (1987)
- Zsoldosháború  (The Game) (1988)
- Karatetigris 3. (No Retreat, No Surrender 3: Blood Brothers)
- Club Fed (1990)
- A terror csapdájában (A Show of Force) (1990)
- Testek kémiája (Body Chemistry) (1990)
- Down the Drain (1990)
- Last Call (1991)
- Éjféli emlékek (Memories of Midnight) (1991)
- Rettegés a központi pályaudvaron (Terror on Track 9) (1992)
- Nindzsa sárkányok (Magic Kid) (1993)
- Titkos erő (The Force Within) (1993)
- Hologram Man (Hologram Man) (1995)
- Örökifjak (The Glow) [2002]
- Christmas at Cadillac Jack's (2007)

## További információ
- Joseph Campanella a PORT.hu-n (magyarul)
- Joseph Campanella az Internetes Szinkronadatbázisban (magyarul)
- Joseph Campanella az Internet Movie Database-ben (angolul)
- Joseph Campanella a Rotten Tomatoeson (angolul)